# گاتفریت فان سویتن
گاتفریت فان سویتن (آلمانی: Gottfried van Swieten؛ ‏ تلفظ آلمانی: [ˈɡɔtfʁi:t] ()؛ ‏ ۲۹ اکتبر ۱۷۳۳ – ۲۹ مارس ۱۸۰۳) کتابدار، دیپلمات و سیاستمدار اهل اتریش بود که در خدمت امپراتوری مقدس روم بود. او یک موسیقی‌دان آماتور پرشور بود و امروزه به عنوان حامی چندین آهنگساز بزرگ دوران کلاسیک از جمله یوزف هایدن، ولفگانگ آمادئوس موتسارت و لودویگ فان بتهوون شناخته می‌شود. گاتفریت مردی باسواد و فرهیخته بود و به چندین زبان سخن می گفت. وی ابتدا کتابدار پزشک ماریا ترسزا و کتاب‌دار دربار در وین مشغول به‌کار شد. سپس به‌عنوان دیپلمات در شهرهایی چون بروکسل، پاریس، ورشو و همچنین به‌عنوان سفیر فریدریش دوم، پادشاه پروس در برلین خدمت کرد. وی پس از بازگشت به وین در سال ۱۷۷۷ رئیس کتابخانه ملی اتریش شد و تا پاین عمر در همانجا کتابدار بود.